# Kabinett Zuma II
Das Kabinett Zuma II wurde am 25. Mai 2014 von Jacob Zuma vorgestellt, der am 24. Mai 2014 zum zweiten Mal als Präsident der Republik Südafrika vereidigt worden war. Das Kabinett wurde am 26. Mai 2014 vereidigt. Zumas Vizepräsident wurde Cyril Ramaphosa. Nach Zumas Rücktritt am 14. Februar 2018 stellte Ramaphosa am 26. Februar 2018 sein neues Kabinett vor.

## Kabinett
Dem Kabinett gehörten am 26. Mai 2014 die folgenden 35 Minister, darunter 15 Frauen, sowie Zuma und Ramaphosa an. Angegeben ist auch die jeweilige Parteizugehörigkeit sowie das Eintrittsjahr in das Kabinett – mit Sternchen, falls dies in einem anderen Ministerium erfolgte.
| Geschäftsbereich                                                                                                 | Minister                | Geschlecht | Partei   | Eintritt in Kabinett | Austritt | Stellvertreter                                                                                 |
| --- | ----------------------- | ---------- | -------- | -------------------- | -------- | ---------------------------------------------------------------------------------------------- |
| President (Präsident)                                                                                            | Jacob Zuma              | m          | ANC      | 2009                 |          | siehe nächste Zeile                                                                            |
| Deputy President (Vizepräsident)                                                                                 | Cyril Ramaphosa         | m          | ANC      | 2014                 |          |                                                                                                |
| Minister in the Presidency (Minister beim Präsidenten)                                                           | Jeff Radebe             | m          | ANC/SACP | 1994*                |          | Buti Manamela (bis 2017)1)                                                                     |
| Minister of Women in the Presidency (Ministerin für Frauen beim Präsidenten)                                     | Susan Shabangu          | w          | ANC      | 2009*                |          |                                                                                                |
| International Relations and Cooperation (Internationale Beziehungen und Zusammenarbeit)                          | Maite Nkoana-Mashabane  | w          | ANC      | 2004                 |          | Noma-India Mfeketho Lluwelyn Landers                                                           |
| Trade and Industry (Handel und Industrie)                                                                        | Rob Davies              | m          | ANC      | 2009                 |          | Mzwandile Masina                                                                               |
| Human Settlements (Wohn- und Siedlungswesen)                                                                     | Lindiwe Sisulu          | w          | ANC      | 2001*                |          | Zoe Kota-Hendricks                                                                             |
| Home Affairs (Innere Angelegenheiten)                                                                            | Malusi Gigaba           | m          | ANC      | 2010*                | 20171)   | Fatima Chohan                                                                                  |
| Health (Gesundheit)                                                                                              | Aaron Motsoaledi        | m          | ANC      | 2009                 |          | Joe Phaahla                                                                                    |
| Finances (Finanzen)                                                                                              | Nhlanhla Nene           | m          | ANC      | 2014                 | 2015     | Mcebisi Jonas                                                                                  |
| Water and Sanitation (Wasser und Wasseraufbereitung)                                                             | Nomvula Mokonyane       | w          | ANC      | 2014                 |          | Pam Tshwete                                                                                    |
| Transport (Verkehr)                                                                                              | Dipuo Peters            | w          | ANC      | 2009*                | 2017     | Sindi Chikunga                                                                                 |
| Tourism (Tourismus)                                                                                              | Derek Hanekom           | m          | ANC      | 1994*/2012*          | 2017     | Thokozile Xasa                                                                                 |
| Economic Development (Wirtschaftliche Entwicklung)                                                               | Ebrahim Patel           | m          | ANC/SACP | 2009                 |          | Madala Masuku                                                                                  |
| Police (Polizei)                                                                                                 | Nkosinathi Nhleko       | m          | ANC      | 2014                 | 20171)   | Maggie Sotyu                                                                                   |
| Justice and Correctional Services (Justiz und Strafvollzug)                                                      | Michael Masutha         | m          | ANC      | 2014                 |          | John Jeffery (Justice and Constitutional Development) Thabang Makwetla (Correctional Services) |
| Defence and Military Veterans (Verteidigung und Militärveteranen)                                                | Nosiviwe Mapisa-Nqakula | w          | ANC      | 2012                 |          | Kebby Maphatsoe                                                                                |
| Cooperative Governance and Traditional Affairs (Kooperative Regierungsführung und traditionelle Angelegenheiten) | Pravin Gordhan          | m          | ANC      | 2009*                | 20151)   | Andries Nel (Provincial and Local Government) Obed Bapela (Traditional Affairs)                |
| Communications (Kommunikation)                                                                                   | Faith Muthambi          | w          | ANC      | 2014                 | 20171)   | Stella Ndabeni-Abrahams                                                                        |
| Basic Education (Grundlegende Bildung)                                                                           | Angelina Motshekga      | w          | ANC      | 2009                 |          | Enver Surty                                                                                    |
| Arts and Culture (Kunst und Kultur)                                                                              | Nathi Mthethwa          | m          | ANC      | 2009*                |          | Rejoice Mabudafhasi                                                                            |
| Agriculture, Forestry and Fisheries (Landwirtschaft, Forstwirtschaft und Fischerei)                              | Senzeni Zokwana         | m          | ANC/SACP | 2014                 |          | Bheki Cele                                                                                     |
| Public Service and Administration (Öffentlicher Dienst und Verwaltung)                                           | Collins Chabane         | m          | ANC      | 2009*                | 2015 †   | Ayanda Dlodlo                                                                                  |
| Public Enterprises (Öffentliche Unternehmen)                                                                     | Lynne Brown             | w          | ANC      | 2014                 |          | Gratitude Magwanishe                                                                           |
| Sport and Recreation (Sport und Erholung)                                                                        | Fikile Mbalula          | m          | ANC      | 2010*                | 20171)   | Gert Oosthuizen                                                                                |
| Social Development (Soziale Entwicklung)                                                                         | Bathabile Dlamini       | w          | ANC      | 2014                 |          | Henrietta Bogopane-Zulu                                                                        |
| Science and Technology (Wissenschaft und Technologie)                                                            | Naledi Pandor           | w          | ANC      | 2004*                |          |                                                                                                |
| Rural Development and Land Reform (Ländliche Entwicklung und Landreform)                                         | Gugile Nkwinti          | m          | ANC      | 2009                 |          | Mcebisi Skwatsha Candith Mashego-Dlamini                                                       |
| Public Works (Öffentliche Arbeiten)                                                                              | Thulas Nxesi            | m          | ANC      | 2014                 | 20171)   | Jeremy Cronin                                                                                  |
| Energy (Energie)                                                                                                 | Tina Joemat-Pettersson  | w          | ANC      | 2009*                | 2017     | Thembi Majola                                                                                  |
| Mineral Resources (Mineralische Rohstoffe)                                                                       | Ngoako Ramatlhodi       | m          | ANC      | 2014                 | 20151)   | Godfrey Oliphant                                                                               |
| Labour (Arbeit)                                                                                                  | Mildred Oliphant        | w          | ANC      | 2010                 |          | Inkosi Patekile Holomisa                                                                       |
| State Security (Staatliche Sicherheit)                                                                           | David Mahlobo           | m          | ANC      | 2014                 | 20171)   | Ellen Molekane                                                                                 |
| Higher Education and Training (Höhere Schul- und Berufsausbildung)                                               | Blade Nzimande          | m          | SACP     | 2009                 | 2017     | Mduduzi Manana (bis 2017)                                                                      |
| Environmental Affairs (Umwelt)                                                                                   | Edna Molewa             | w          | ANC      | 2014                 |          | Barbara Thomson                                                                                |
| Small Business Development (Kleingewerbeförderung)                                                               | Lindiwe Zulu            | w          | ANC      | 2014                 |          | Elizabeth Thabethe                                                                             |
| Telecommunications and Postal Services (Telekommunikation und Post)                                              | Siyabonga Cwele         | m          | ANC      | 2008*                |          | Hlengiwe Mkhize 1)                                                                             |

1) Übergang in ein anderes Ressort

## Kabinettsumbildungen seit 2014

### 2015
Nach dem Tod Collins Chabanes am 15. März 2015 übernahm Kunst- und Kulturminister Nathi Mthethwa kommissarisch das Ressort.
Im September wurde Mosebenzi Zwane (m) neuer Minister für Mineral Resources. Ngoako Ramatlhodi übernahm dafür das von Chabane geleitete Ressort für Public Service and Administration.
Im Dezember 2015 wurde Nhlanhla Nene durch David van Rooyen (ebenfalls ANC, m) ersetzt, der allerdings nach nur vier Tagen durch den bereits von 2009 bis 2014 als Finanzminister amtierenden Pravin Gordhan ersetzt wurde und diesem als Minister für kooperative Regierungsführung und traditionelle Angelegenheiten folgte.

### 2017
Am 31. März 2017 gab Jacob Zuma die folgenden Änderungen bekannt. Dabei mussten unter anderem fünf Minister das Kabinett verlassen, während ebenso viele aufgenommen wurden.
- Finanzminister Pravin Gordhan wurde durch Innenminister Malusi Gigaba abgelöst. Gigabas Ressort wurde mit Hlengiwe Mkhize (w) besetzt.
- Energieministerin Tina Joemat-Peterson wurde durch Mmamoloko Kubayi (w) ersetzt.
- Verkehrsministerin Dipuo Peters wurde durch Joe Masmanhanyi (m) ersetzt.
- Der Minister für den Öffentlichen Dienst und Verwaltung, Ngoaka Ramalhode, wurde durch Faith Muthambi abgelöst, der das Ressort für Kommunikation an Ayanda Dlodlo (w) abgeben musste.
- Polizeiminister Nkosinathi Nhleko wurde durch Fikile Mbalula ersetzt, zuvor Minister für Sport und Erholung. Dessen Amt erhielt Thulas Nxesi, zuvor Minister für Öffentliche Arbeiten. Nxesi wurde wiederum durch Nkosinathi Nhleko ersetzt.
- Tourismusminister Derek Hanekom musste sein Amt an Tokozile Xasa (w) abgeben.
- Außerdem gab es Umbesetzungen auf zehn Stellvertreterposten.[6]

Am 17. Oktober 2017 erfolgte die nächste Kabinettsumbildung:
- Bildungsminister Blaze Nzimande musste das Kabinett verlassen, ebenso sein Stellvertreter Mduduzi Manana. Nzimande wurde durch Hlengiwe Mkhize ersetzt, zuvor Ministerin für Innere Angelegenheiten. Mananas Position übernahm Buti Manamela, der zuvor Deputy Minister im Bereich Planning war.
- Neue Ministerin für Innere Angelegenheiten wurde Ayanda Dlodlo, zuvor Ministerin für Kommunikation.
- Mmamoloko Kubayi als Ministerin für Energie wurde durch David Mahlobo abgelöst; Kubayi übernahm dafür das Ressort Kommunikation von Ayanda Dlodlo, während Bongani Bonga (m) als einziger Neuzugang das Ministerium für Staatssicherheit von David Mahlobo erhielt.

## Rücktritt Zumas
Am 14. Februar 2018 trat Jacob Zuma zurück. Vizepräsident Ramaphosa war bis zum Folgetag amtierender Präsident und wurde dann als Präsident vereidigt. Bis zur Ernennung seines neuen Kabinetts am 26. Februar 2018 führte er das Kabinett ohne Vizepräsident.